# ویولا باور
ویولا باور (انگلیسی: Viola Bauer؛ زادهٔ ۱۳ دسامبر ۱۹۷۶) اسکی‌باز صحرانوردی اهل آلمان بود.